# Альфонс Ольшевський

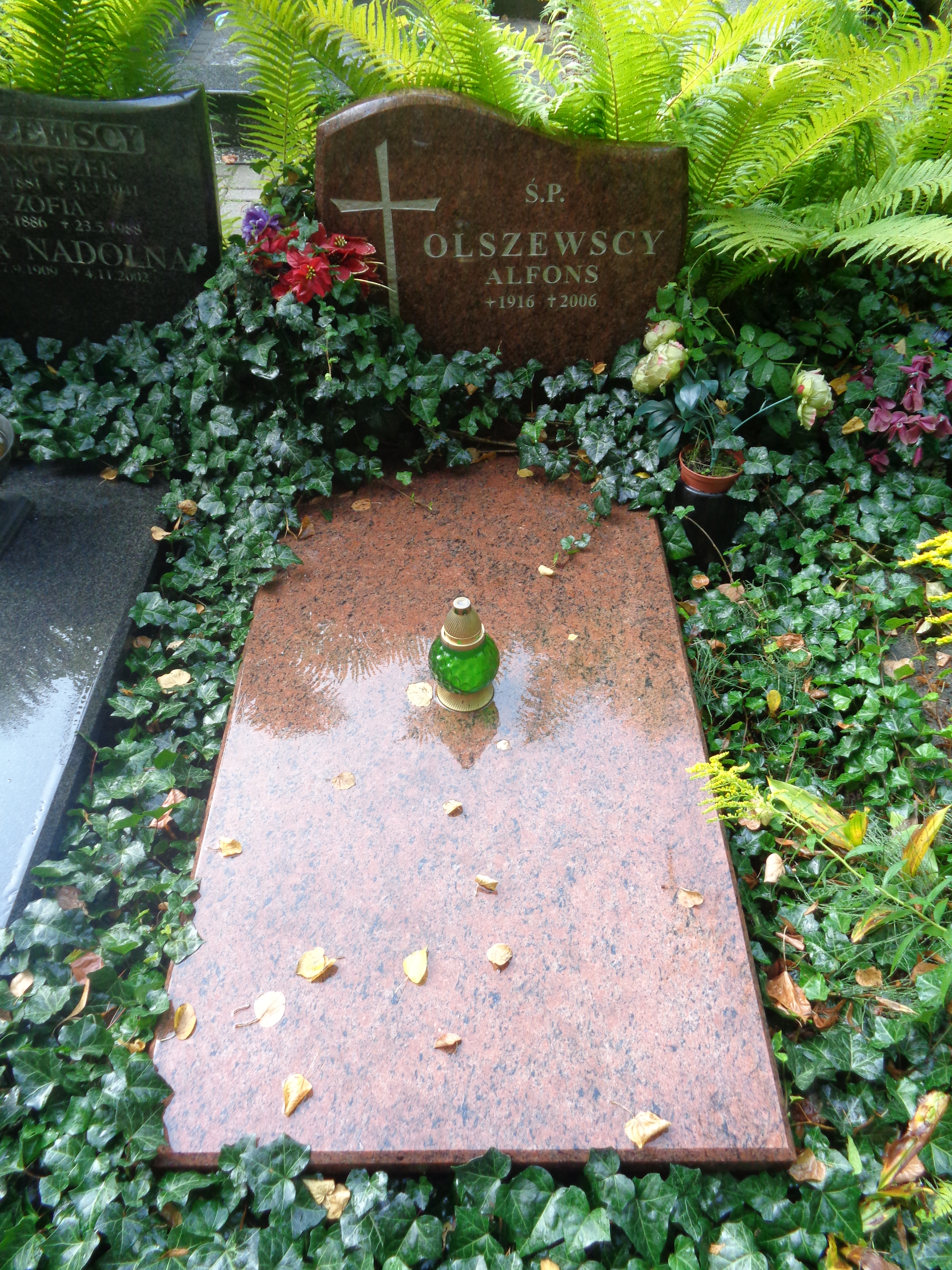
Могила Альфонса Ольшевського на католицькому цвинтарі в Сопоті

Альфонс Ольшевський (пол. Alfons Olszewski, 5 квітня 1916, Гданськ — 12 липня 2006, Сопот) – польський яхтсмен і буєрний спортсмен. Учасник Літніх Олімпійських ігор, що проходили у 1936 році у Берліні.

## Біографія
Був сином Францішека та Зофії Козловської. У 1937 році закінчив Польську гімназію в Гданську. Як спортсмен він представляв 1-шу морську скаутську команду Гданська та AZS Warszawa, де він був одним із найкращих яхтсменів. У 1936 році брав участь у літніх Олімпійських іграх, у змаганнях з вітрильного спорту 6-метрового R-класу (яхта «Danuta»), зайняв 11 місце (крім нього в екіпаж входили Юліуш Серадзкі, Юзеф Шайба, Станіслав Залевські та брати Януш). У 1937 році він був чемпіоном Польщі на олімпійських іграх, того ж року разом з Казімєжем Самуельсоном переміг на Чемпіонаті Помор'я у змаганнях Поморського тижня зимових видів спорту на Хажиковському озері.
Після закінчення війни він брав участь у діяльності, спрямованій на відновлення вітрильного спорту в Померанії, також був заступником капітана Польського морського клубу в Гданську. Проживав у Сопоті.